# دیو تیلور (کشتی‌گیر)
دیو تیلور (انگلیسی: Dave Taylor؛ زادهٔ ۱ مهٔ ۱۹۵۷) کشتی‌گیر کشتی حرفه‌ای اهل بریتانیا است.